# Amand Louis Bauqué
Amand Louis Bauqué (né le 5 novembre 1851 à Paris, mort le 4 janvier 1903) est un architecte franco-autrichien.

## Biographie
Amand Bauqué est le fils d'Edmond Bauqué, mécanicien, et d'Élisabeth Adèle Barbé. Après une formation à l'École des beaux-arts de Paris auprès de Julien Guadet, il arrive à Vienne en 1880 afin de poursuivre avec Albert Emilio Pio la construction du palais de Nathaniel Meyer von Rothschild commencée par Jean Girette. En 1889, Pio et Bauqué forment un atelier commun et en 1894 la société Bauqué Pio. Ils travaillent dans toute l'Autriche-Hongrie et le Reich allemand.
En 1881, il épouse Elisabeth (Elise) Surner. Ils n'ont pas d'enfants. Après sa mort due à une pneumonie, il se fait enterrer au cimetière du Montparnasse.

## Œuvre
- 1880: Construction et élargissement du Palais Nathaniel Rothschild, Vienne (aujourd'hui détruit)
- 1883: Château Rothschild (Reichenau an der Rax)
- 1887-1894: Villa Rothschild (Königstein im Taunus)
- 1889: Transformation et extension du château de Łańcut
- 1890-1895: Palais Bourgoing, Vienne
- 1892-1894: Reconstruction et extension du château de Donaueschingen
- 1895–1896: Palais Metternich-Sándor, Vienne (détruit)
- 1897: Palais Wrede, Vienne
- 1897-1907: Reconstruction et extension du château de Füzérradvány
- 1899: Palais Hoyos-Sprinzenstein, Vienne
- 1902: Château de Lány